# Kius
Kius (dänisch: Kjus) ist ein Dorf in der Gemeinde Ulsnis im Kreis Schleswig-Flensburg in Schleswig-Holstein. Etwa 1,5 km westlich des Ortes liegt das Kiuser Gehege (Kjus Skov).

## Name
Hinsichtlich der Bedeutung des Ortsnamens liegen zwei Deutungen vor. Zum einen wird der Ortsname altnordisch kjōs für (enges) Tal (vgl. isländisch kjós in derselben Bedeutung) gedeutet. Nach anderer Deutung leitet sich der Ortsname von altnordisch kjōss, altdänisch kius (vgl. norwegisch kjos) ab, was Bucht bedeutet'.
Nach dem Dorf benannte sich die Band Fuckin’ Kius Band (später F… Kius Band), eine Band aus dem Umfeld der Comic-Figur Werner, die in den 1980er und 1990er Jahren Konzerte unter anderem mit Torfrock gab.

## Geschichte
Im Januar 1973 wurde eine Beschlussfassung, die eine Eingemeindung der einstmals eigenständigen Gemeinde Kius in die Gemeinde Ulsnis vorsah, getroffen. Sie wurde zum 1. Februar 1974 umgesetzt. Vor der Eingemeindung gehörte der Nachbarort Gunneby als Ortsteil zur Gemeinde.